# Leinil Francis Yu
Leinil Francis Yu (31 de juliol de 1977) és un dibuixant de còmics filipí, que va començar a treballar per al mercat americà a través de Wildstorm Productions.

## Carrera

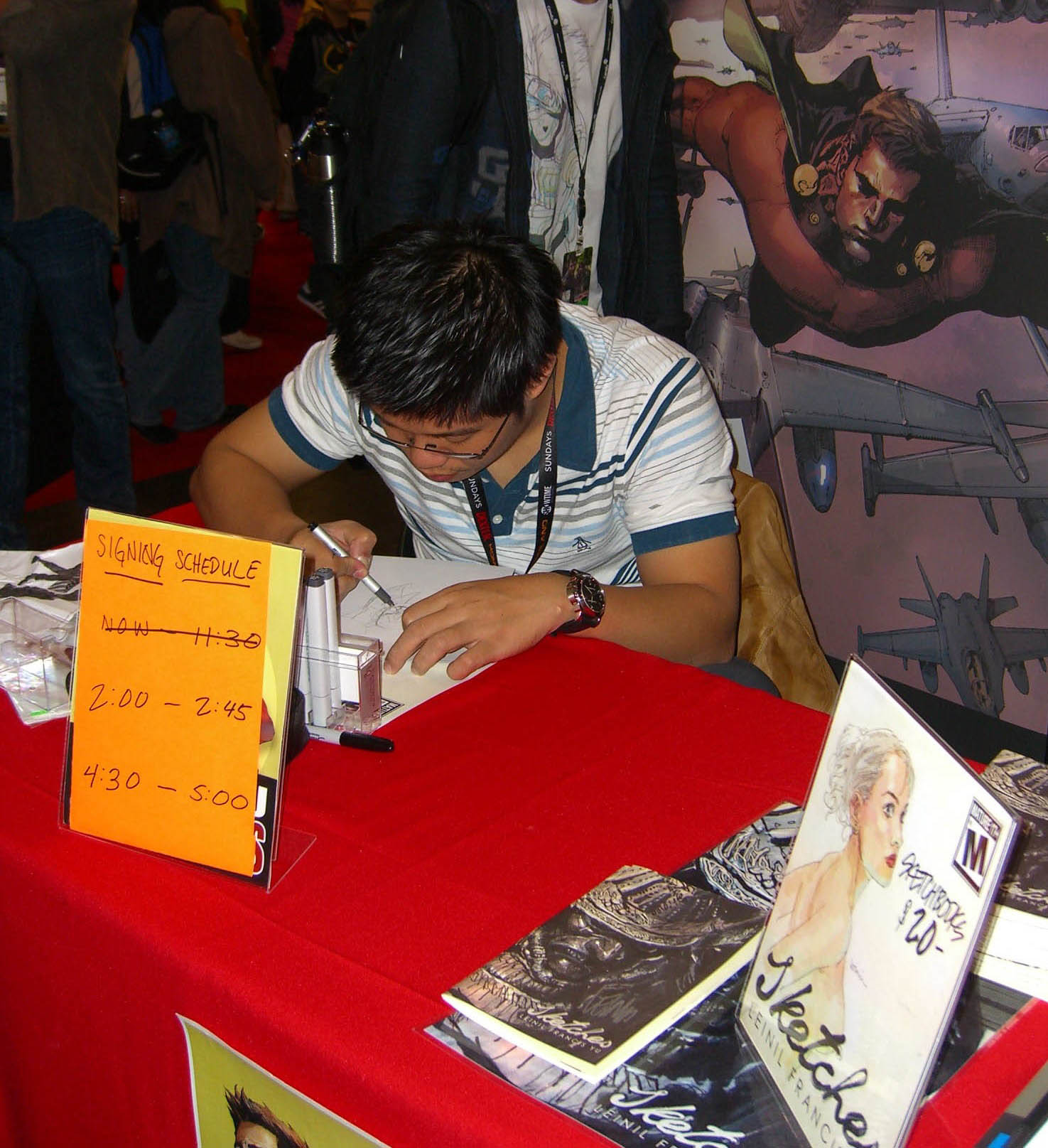
Yu dibuixant a la New York Comic Con a Manhattan, 16 d'octubre de 2011.

Leinil Francis Yu va ser reconegut per primera vegada després de guanyar el concurs de dibuix de Wizard Drawing Board Contest, la seva primera obra publicada. Va ser contractat per primera vegada per Whilce Portacio per treballar per a Wildstorm i va començar la seva carrera d'artista de còmics a Aster: The Last Celestial Knight nº 3 (amb Ronaldo Roxas) a mitjans dels anys noranta, però aquest treball va fracassar. Portacio va portar mostres del treball de Yu a Marvel Comics, que posteriorment el va contractar per treballar a Wolverine.
Després de la seva carrera a Wolverine, va passar a treballar en el títol principal dels X-Men de Marvel l'any 2000, que estava escrit per Chris Claremont en aquell moment. Yu va continuar treballant en altres títols de Marvel com Fantastic Four, Ultimate Wolverine vs. Hulk i The New Avengers. També va cocrear High Roads amb l'escriptor Scott Lobdell a Cliffhanger, Superman: Birthright amb Mark Waid i Silent Dragon amb Andy Diggle a DC Comics.
La seva carrera a la sèrie New Avengers de Marvel va acabar amb el número 37 perquè pogués començar a treballar a Secret Invasion, que va ser escrita per Brian Michael Bendis. També va completar el seu treball al llargament retardat Ultimate Wolverine vs. Hulk després d'acabar la minisèrie Secret Invasion, abans de passar a treballar a Ultimate Comics: Avengers 2 amb l'escriptor Mark Millar.
Yu va rebre l'encàrrec de dissenyar la portada de l'àlbum de debut de The Pin-Up Girls de 2001, Hello Pain, i l'EP Taste Test.
Yu va ser un artista conceptual del llargmetratge Serenity de 2005.
El 9 d'abril de 2011 Yu va ser un dels 62 creadors de còmics que van aparèixer a l'escenari de IGN a la convenció Kapow! a Londres per establir dos rècords mundials Guinness, la producció més ràpida d'un còmic i la de major nombre de col·laboradors en un còmic. Amb els funcionaris de Guinness a mà per controlar el seu progrés, l'escriptor Mark Millar va començar a treballar a les 9 del matí escrivint un còmic de Superior de 20 pàgines en blanc i negre, amb Yu proporcionant la portada del còmic i els altres artistes apareixent a l'escenari durant tot el dia per treballar-hi en els llapis, tintes i rotulació, inclosos Dave Gibbons, Frank Quitely, John Romita Jr., Jock, Doug Braithwaite, Ian Churchill, Duncan Fegredo, Simon Furman, David Lafuente, John McCrea, Sean Phillips i Liam Sharp, que van dibuixar una vinyeta cadascun. El còmic es va completar en 11 hores, 19 minuts i 38 segons, i es va publicar a través d'Icon el 23 de novembre de 2011, amb tots els drets d'autor donats a la Yorkhill Children's Foundation.
Yu va formar la banda Marty McFly juntament amb amics de la universitat i han produït un àlbum fet per ells mateixos.
Va dibuixar Avengers #30, amb pàgines d'inici de diversos artistes com Walt Simonson i Jim Cheung.
El 2018 Marvel va rellançar un nou volum de Captain America, amb Yu com a artista.
El 2019, Yu va crear el primer superheroi filipí "Wave" que apareix per primera vegada al número 1 de Marvel Comics War of the Realms: New Agents of Atlas nº 1, publicat el 8 de maig de 2019. També hi ha dues variants de portada procedents d'una botiga de còmics de les Filipines que inclouen Wave a la portada, la qual cosa la converteix en la seva primera aparició en portada.

### Treballs interiors

#### DC
- Batman / Danger Girl : "Dangerous Connections" (amb Andy Hartnell, one-shot, 2005)
- High Roads, minisèrie, nº 1-6 (amb Scott Lobdell, 2002)
- Superman: Birthright, sèrie limitada, nº 1-12 (amb Mark Waid, 2003–04)
- Silent Dragon, minisèrie, nº 1-6 (amb Andy Diggle, Wildstorm, 2005–06)

#### Marvel
- Avengers, vol. 5, nº 18-23, 29-34 (2013)
- Avengers vs. X-Men: AvX nº 5 (Hawkeye vs. The Angel) (amb Matt Fraction, 2012)
- Avenging Spider-Man nº 5 (amb Zeb Wells, 2012)
- AXIS #3-4, 8 (2014)
- Captain America nº 1-6 (amb Ta-Nehisi Coates, 2018)
- Civil War (Secret Wars) nº 1-5 (2015)
- Civil War: Choosing Sides: "Switching Sides" (amb Marc Guggenheim, one-shot, 2006)
- Fallen Son: The Death of Captain America nº 1: "Denial" (amb Jeph Loeb, 2007)
- Fantastic Four, vol. 1, nº 600: "The Arc" (amb Jonathan Hickman, 2011)
- Fantastic Four, vol. 3, (The Thing) Annual 2001
- Indestructible Hulk nº 1-5 (2012–13)
- New Avengers Finale (amb Brian Michael Bendis, juntament amb altres artistes, one-shot, 2010)
- New Avengers nº 22, 27-37 (art complet); 50 (juntament amb altres artistes) (amb Brian Bendis, 2006–09)
- New Avengers Finale (juntament amb altres artistes) (2010)
- Hulk #23: "Who Is the Red Hulk?" (amb Jeph Loeb, juntament amb altres artistes, 2010)
- Secret Invasion, minisèries, nº 1-8 (amb Brian Bendis, 2008–09)
- Star Wars, vol. 2, nº 16-19 (2016)
- Supercrooks nº 1-4 (amb Mark Millar, Icon, 2012)
- Superior nº 1-7 (amb Mark Millar, Icon, 2010–12)
- Ultimate Avengers vs. New Ultimates nº 1-6 (2011)
- Ultimate Wolverine vs. Hulk, miniseries, nº 1-6 (amb Damon Lindelof, 2006–09)
- Ultimate X4 (Fantastic Four/X-Men) nº 2 (amb Mike Carey i Pasqual Ferry, 2006)
- New X-Men Annual '01: "The Man from Room X" (amb Grant Morrison, 2001)
- Ultimate Comics: Avengers (2010–11):
  - Ultimate Comics: Avengers 2 #1-6 (amb Mark Millar, 2010)
  - Ultimate Comics: Avengers vs. New Ultimates #1-6 (amb Mark Millar, 2011)
- Ultimate X-Men Annual nº 2: "Why Xavier's Cat is Named Mystique" (with Robert Kirkman, 2006)
- Uncanny X-Men #364, 366-367 (amb Steven T. Seagle, Alan Davis and Fabian Nicieza, 1999)
- Wolverine (1997–1999):
  - "The Wind from the East" (amb Larry Hama, nº 113, 1997)
  - "For the Snark Was a Boojum, You See!" (amb Larry Hama, nº 114, 1997)
  - "A Whiff of Sartre's Madeleine!" (amb Larry Hama i Cary Nord, nº -1, 1997)
  - "Operation: Zero Tolerance" (amb Larry Hama, nº 115-118, 1997)
  - "Not Dead Yet" (amb Warren Ellis, nº 119-122, 1997-1998)
  - "Logan's Run!" (with Chris Claremont, nº 125, 1998)
  - "Blood Wedding" (with Chris Claremont, nº 126, 1998)
  - "Survival of the Fittest" (amb Todd Dezago, nº 129-130, 1998)
  - "A Rage in the Cage" (amb Fabian Nicieza, nº 132, 1998)
  - "The Freaks Come Out at Night" (amb Erik Larsen, nº 139, 1999)
  - "Vengeance" (amb Erik Larsen, nº 140, 1999)
  - "Broken Dreams" (amb Erik Larsen i Eric Stephenson, nº 141, 1999)
  - "Reunion" (amb Erik Larsen i Eric Stephenson, nº 142-143, 1999)
  - "On the Edge of Darkness" (amb Erik Larsen, nº 145, 1999)
- X-Men #1-4, 7, 9-12, 14 (amb Jonathan Hickman, 2019-2020)
- X-Men, vol. 2 (com X-Men: Legacy) nº 100-102, 104-108, 110-113, Annual 2001 (amb Chris Claremont i Scott Lobdell, 2000-2001

#### Altres editorials
- Aster: The Last Celestial Knight #3 (amb Ronaldo Roxas, Entity, 1996)
- Buffy the Vampire Slayer: Tales of the Slayers : "First Slayer" (amb Joss Whedon, novel·la gràfica, Dark Horse, 2001)
- High Roads #1-6 (amb Scott Lobdell, Cliffhanger, 2002)
- Unbound Saga : "Rick Ajax vs. Doctor Pig-Sticker" (amb Mike Kennedy, Dark Horse, 2009)

### Llibres i recopilacions
- Silent Dragon, TPB, 144 pàgines, 2006 ISBN 1-4012-1104-6)

### Treball de portades
- Wolverine nº 1/2, 128 (Marvel, 1997–1998)
- Bishop: The Last X-Man nº 2 (Marvel, 1999)
- X-Men v2 nº 97, 109 (Marvel, 1999–2001)
- X-51, The Machine Man nº 8 (Marvel, 2000)
- Magneto: Dark Seduction nº 2 (Marvel, 2000)
- Star Wars Tales nº 10, 15 (Dark Horse, 2001–2002)
- KISS nº 3 (Dark Horse, 2002)
- Reveal nº 1 (Dark Horse, 2002)
- Hellboy: Weird Tales nº 4 (Dark Horse, 2003)
- Breakdown nº 1 (Devil's Due, 2004)
- Defex nº 1 (Devil's Due, 2004)
- Conan nº 9-14 (Dark Horse, 2004–2005)
- Serenity: Those Left Behind nº 3 (Dark Horse, 2005)
- New X-Men nº 20 (Marvel, 2006)
- Fantastic Four Special nº 1 (Marvel, 2006)
- Punisher vs. Bullseye nº 3 (Marvel Knights, 2006)
- Black Panther nº 15 (Marvel Knights, 2006)
- X-Men Unlimited nº 14 (Marvel, 2006)
- Uncanny X-Men Annual nº 1 (Marvel, 2006)
- Marvel 1602: Fantastick Four nº 1 (Marvel, 2006)
- Wonderlost nº 1 (Image, 2007)
- Thunderbolts nº 110 (Marvel, 2007)
- The Amazing Spider-Man nº 539, 604, 634 (Marvel, 2007–2010)
- Mighty Avengers nº 1 (Marvel, 2007)
- The Dark Tower: The Gunslinger Born nº 3 (Marvel, 2007)
- Hedge Knight II: Sworn Sword nº 1 (Marvel, 2007)
- Sub-Mariner nº 3 (Marvel, 2007)
- The Last Defenders nº 3 (Marvel, 2008)
- War of Kings nº 1 (Marvel, 2009)
- Agents of Atlas nº 6-9 (Marvel, 2009)
- Dark Wolverine nº 75-77 (Marvel, 2009)
- Ultimate Comics: Avengers nº 1 (Marvel, 2009)
- Captain America: Reborn nº 3 (Marvel, 2009)
- Vengeance of the Moon Knight nº 1-6 (Marvel, 2009–2010)
- What If? Secret Invasion nº 1 (Marvel, 2010)
- Millar &amp; McNiven's Nemesis nº 1, 4 (Icon, 2010–2011)
- New Ultimates nº 1 (Marvel, 2010)
- Wolverine: Origins nº 46 (Marvel, 2010)
- Marvel Zombies 5 nº 3 (Marvel, 2010)
- Sentry: Fallen Sun nº 1 (Marvel, 2010)
- I am an Avenger nº 1 (Marvel, 2010)
- Ultimate Comics: Mystery nº 1 (Marvel, 2010)
- X-Men nº 238-243, 245-246 (Marvel, 2010–2011)
- Ultimate Comics: Avengers 3 nº 1 (Marvel, 2010)
- What If? Wolverine: Father nº 1 (Marvel, 2011)
- X-23 nº 4 (Marvel, 2011)
- Kick-Ass 2 nº 2 (Marvel, 2011)
- New Mutants nº 23 (Marvel, 2011)
- Spider-Island: Avengers nº 1 (Marvel, 2011)
- X-Men v3 nº 19 (Marvel, 2011)
- Avengers: X-Sanction nº 1 (Marvel, 2012)
- All-New X-Men nº 12 (només variant, Marvel, 2013)
- Death of Wolverine nº 1 (només variant, Marvel, 2014)
- MPH #2 (Image, 2014)
- The Amazing Spider-Man nº 792 (només variant, Marvel, 2017)
- All-New Wolverine nº 24 (Marvel, 2017)
- Astonishing X-Men nº 9 (Marvel, 2017)
- Secret Empire nº 4 (només variant, Marvel, 2017)
- Phoenix Resurrection: The Return Of Jean Grey nº 3, 5 (Marvel, 2017)
- The Amazing Spider-Man nº 17 (només variant, Marvel, 2018)
- Weapon H nº 1-6 (Marvel, 2018)
- Return of Wolverine nº 1- (només variant, Marvel, 2018)
- Uncanny X-Men nº 1-3 (Marvel, 2018)
- Batman nº 70 (només variant, DC, 2019)
- Savage Avengers nº 1 (només variant, Marvel, 2019)